# Marcel Lainé
Cet article concerne le médecin français. Pour l’arbitre français de football, voir Marcel Lainé. Pour d’autres homonymes, voir Lainé.
Marcel Lainé, né le 20 avril 1921 à Pont-Audemer (Eure) et mort le 31 août 1997 à La Haye-Malherbe, est un médecin malherbois français. C’est un naturaliste, spécialiste des lépidoptères. Il a constitué une collection de plus de 10 000 spécimens. Il fut également le Président de la Société d'Etude des Sciences naturelles d'Elbeuf.
Il a reçu la décoration des Palmes Académiques en mai 1997 pour ses travaux.

## Publications
- Étude écologique et géonémique des macrolépidoptères de Normandie
- Pyrales et ptérophores, 1986

## Sociétés
- Association entomologique d'Évreux, membre fondateur,
- Société d'études des sciences naturelles du Muséum d'Elbeuf, 1957.

## Autre
- Le centre médical de la Haye Malherbe porte le nom de Marcel Lainé.
- Les carnets de notes de Marcel Lainé sont aujourd’hui au musée d’Elbeuf.